# 魏崖景
魏崖景，中华人民共和国政治人物。
担任澜沧拉祜族自治区人民政府副主席。1954年，当选第一届全国人民代表大会代表。